# Temporada de tufões no Pacífico de 2015
A temporada de tufões do Pacífico de 2015 foi um pouco acima da média, que produziu 27 tempestades tropicais, 18 tufões e nove supertufões. A temporada decorreu ao longo de 2015, embora a maioria dos ciclones tropicais se desenvolvam normalmente entre maio e novembro. A primeira tempestade nomeada da temporada, Mekkhala, se desenvolveu em 15 de janeiro, enquanto a última tempestade nomeada da temporada, Melor, se dissipou em 17 de dezembro. A temporada viu pelo menos um sistema tropical nomeado se formando em cada mês, a primeira vez desde 1965. Semelhante à temporada anterior, esta temporada viu um grande número de supertufões. A energia acumulada do ciclone (ECA) durante 2015 foi extremamente alta, a segunda maior desde 1970, e a ACE de 2015 foi atribuída em parte ao aquecimento antropogênico.
O escopo deste artigo é limitado ao Oceano Pacífico ao norte do equador entre 100 ° E e 180º meridiano. No noroeste do Oceano Pacífico, existem duas agências distintas que atribuem nomes aos ciclones tropicais, que muitas vezes podem resultar em um ciclone com dois nomes. Agência Meteorológica do Japão (JMA)  nomeará um ciclone tropical caso seja considerado como tendo velocidades de vento sustentadas de 10 minutos de pelo menos 65 km/h (40 mph) em qualquer lugar da bacia, enquanto a Administração de Serviços Atmosféricos, Geofísicos e Astronômicos das Filipinas (PAGASA) atribui nomes aos ciclones tropicais que se movem ou se formam como uma depressão tropical em sua área de responsabilidade localizada entre 135 ° E e 115 ° E e entre 5 ° N-25 ° N, independentemente de um ciclone tropical já ter ou não recebeu um nome da JMA. Depressões tropicais monitoradas pelo Joint Typhoon Warning Center dos Estados Unidos (JTWC) recebem um número com um sufixo "W".

## Previsões sazonais
| Previsões TSR Data    | Tempestades tropicais | Tufões totais           | CTs intensos            | ECA                      | Ref   |
| --------------------- | --------------------- | ----------------------- | ----------------------- | ------------------------ | ----- |
| Média (1965–2014)     | 26                    | 16                      | 8                       | 294                      | [ 2 ] |
| 6 de maio, 2015       | 27                    | 17                      | 11                      | 400                      | [ 2 ] |
| 5 de agosto, 2015     | 30                    | 20                      | 13                      | 448                      | [ 3 ] |
| Outras previsões Data | Centro de previsões   | Período                 | Período                 | Sistemas                 | Ref   |
| janeiro 8 2015        | PAGASA                | janeiro — março         | janeiro — março         | 1–2 ciclones tropicais   | [ 4 ] |
| 8 de janeiro, 2015    | PAGASA                | abril — junho           | abril — junho           | 1–3 ciclones tropicais   | [ 4 ] |
| 30 de junho, 2015     | CWB                   | janeiro 1 – dezembro 31 | janeiro 1 – dezembro 31 | 28–32 ciclones tropicais | [ 5 ] |
| 6 de julho, 2015      | PAGASA                | julho — setembro        | julho — setembro        | 7–10 ciclones tropicais  | [ 6 ] |
| 6 de julho, 2015      | PAGASA                | outubro — dezembro      | outubro — dezembro      | 3–5 ciclones tropicais   | [ 6 ] |
|                       | Centro previsões      | Ciclones tropicais      | Tempestades tropicais   | Tufões                   | Ref   |
| Atividade atual:      | JMA                   | 39                      | 27                      | 18                       |       |
| Atividade atual:      | JTWC                  | 30                      | 28                      | 21                       |       |
| Atividade atual:      | PAGASA                | 15                      | 14                      | 10                       |       |

Durante o ano, vários serviços meteorológicos nacionais e agências científicas prevêem quantos ciclones tropicais, tempestades tropicais e tufões se formarão durante uma temporada e / ou quantos ciclones tropicais afetarão um determinado país. Essas agências incluíram o Tropical Storm Risk (TSR) Consórcio da University College London, da Philippine Atmospheric, Geophysical and Astronomical Services Administration (PAGASA) e do Taiwan's Central Weather Bureau. Algumas das projeções levaram em consideração o ocorrido nas safras anteriores e as condições do El Niño observadas ao longo do ano. A primeira previsão do ano foi divulgada pela PAGASA durante o mês de janeiro de 2015, dentro de sua previsão climática sazonal para o período de janeiro - Junho. A previsão indica que um a dois ciclones tropicais são esperados entre janeiro e março, enquanto um a três devem se desenvolver ou entrar na Área de Responsabilidade das Filipinas entre abril e junho.
Durante março, o Observatório de Hong Kong previu que a temporada de tufões em Hong Kong seria quase normal, com quatro a sete ciclones tropicais passando em 500 km do território em comparação com uma média de seis. Em sua Atualização ENSO do Pacífico para o segundo trimestre de 2015, o Centro Climático de Aplicações de Oscilação Sul-El Niño do Pacífico da NOAA observou que o risco de um ciclone tropical prejudicial na Micronésia foi "muito aumentado" pelo El Niño. Como resultado, eles previram que o risco de um tufão afetando severamente a Micronésia era alto, com a maioria das ilhas prevista para ter uma "chance de 1 em 3" de efeitos graves de alguma combinação de ventos fortes, ondas grandes e chuvas extremas de um tufão. Eles também previram que havia quase 100% de chance de efeitos graves de um tufão em algum lugar da Micronésia. Em 6 de maio, o Tropical Storm Risk divulgou sua primeira previsão para a temporada e previu que a temporada seria a mais ativa desde 2004, com previsão de atividade acima da média. Especificamente, foi previsto que 27 tempestades tropicais, 17 tufões e 11 tufões intensos ocorreriam, enquanto um índice ECA de 400 também foi previsto.
Antes da estação chuvosa da Tailândia começar em maio, o Departamento Meteorológico da Tailândia previu que um ou dois ciclones tropicais se moveriam perto da Tailândia durante 2015. A primeira das duas tempestades tropicais estava prevista para passar perto da Alta Tailândia em agosto ou setembro, enquanto a outra deveria se mover para o sul da Tailândia durante novembro. Em 30 de junho, o Departamento Central de Meteorologia de Taiwan previu que 28-32 tempestades tropicais se desenvolveriam na bacia, enquanto duas - esperava-se que quatro sistemas afetassem o próprio Taiwan. Durante o mês de julho, Paul Stanko do Escritório de Previsão do Tempo do Serviço Meteorológico Nacional dos Estados Unidos em Tiyan, Guam, recomendou que a atividade de ciclones tropicais ficasse acima da média. Ele também previu que vários recordes seriam estabelecidos para o número de grandes tufões no oeste do Pacífico, tempestades tropicais, tufões e grandes tufões na Micronésia. PAGASA posteriormente previsto em julho - Perspectiva climática sazonal de dezembro, de que sete a dez ciclones tropicais provavelmente se desenvolveriam ou entrarão na área de responsabilidade das Filipinas entre julho e setembro, enquanto três a cinco foram previstos para o período de outubro a dezembro. Em 16 de julho, o Centro de Impacto Climático da Ásia-Pacífico Guy Carpenter (GCACIC) e a Escola de Energia da Universidade da Cidade de Hong Kong divulgaram suas previsões sazonais para o período entre 1 de junho - 30 de novembro. Eles previram que 19,9 ciclones tropicais se desenvolveriam durante o período, com 10,3 deles acontecendo e atingindo a terra em comparação com as médias de 23,0 e 17,4 ciclones tropicais. Eles previram ainda que tanto a Coreia - A região do Japão e que Taiwan e as províncias da China oriental de Jiangsu, Shanghai, Zhejiang, Fujian veriam três desses desembarquesl cada. Prevê-se que o Vietname, as Filipinas e as províncias do sul da China de Guangdong, Guangxi e Hainan terão quatro ciclones tropicais terrestres. Em 5 de agosto, o Tropical Storm Risk divulgou sua previsão final para a temporada e previu que 2015 seria uma temporada hiperativa. Especificamente, foi previsto que 30 tempestades tropicais, 20 tufões, 13 tufões intensos ocorreriam, enquanto um Índice ACE de 448 também foi previsto.

## Resumo da temporada

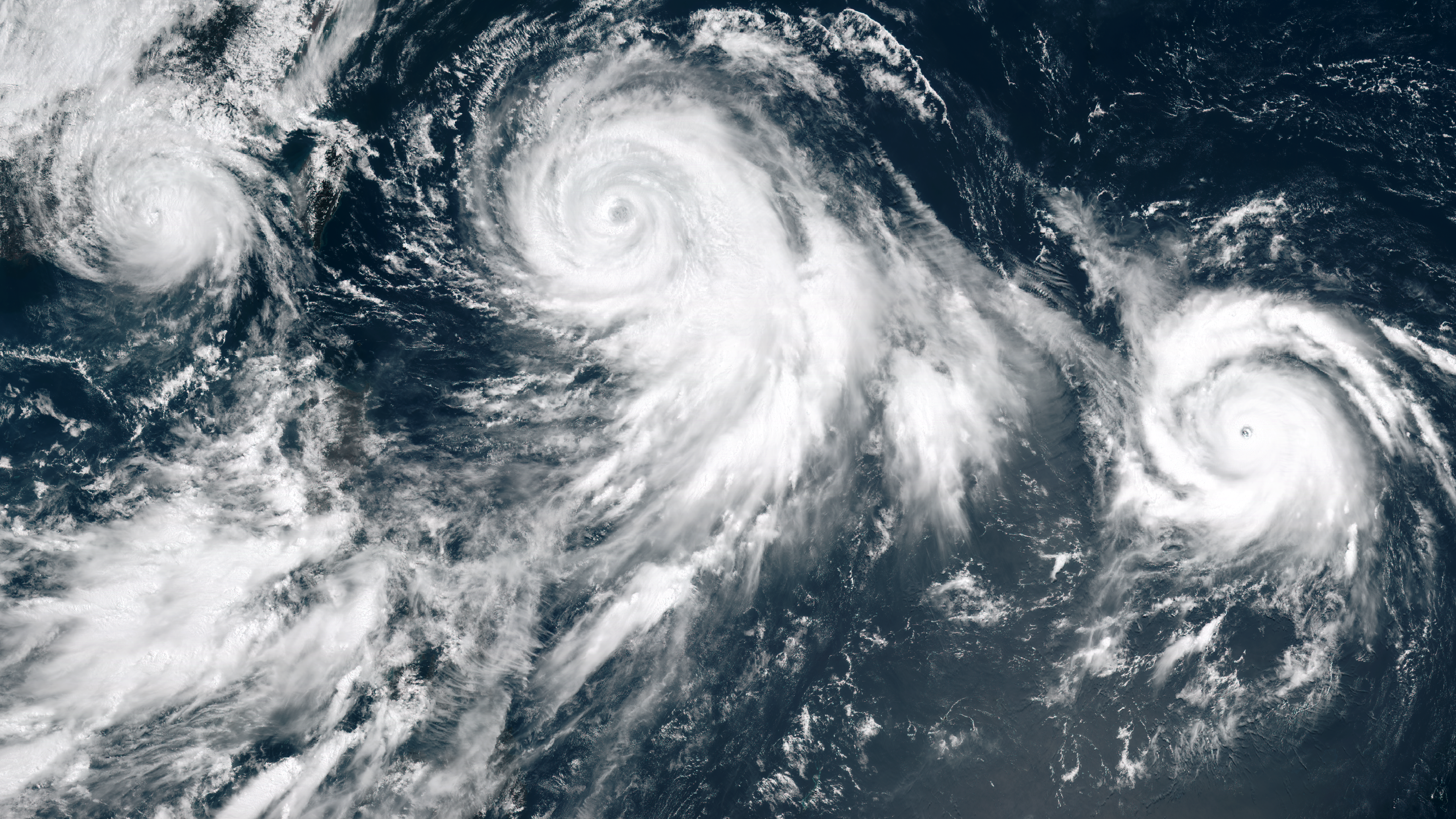
Três tufões ativos simultaneamente em 9 de julho: (da esquerda para a direita) Linfa, Chan-hom e Nangka

A maioria dos 27 ciclones tropicais afetou a Micronésia, devido ao forte evento El Niño de 2014–16. 2015 foi inaugurado com a depressão tropical Jangmi (Seniang) ativa no Mar de Sulu, ao norte da Malásia. O sistema posteriormente mudou-se para sudeste, atingiu a Malásia e se dissipou mais tarde naquele dia. No entanto, o primeiro ciclone tropical oficial da temporada foi uma pequena depressão tropical, no mesmo lugar onde Jangmi persistiu em 2 de janeiro, mas se dissipou dois dias depois. A tempestade tropical Mekkhala, em 13 de janeiro, se desenvolveu e se aproximou das Filipinas, onde causou pequenos danos e também interrompeu a visita do Papa Francisco ao país. No início de fevereiro, o tufão Higos desenvolveu-se mais a leste da bacia e atingiu a força máxima de um tufão de categoria 4. O Higos se tornou o tufão mais forte já registado no mês de fevereiro, quando quebrou o recorde do tufão Nancy de 1970, e, por sua vez, foi ultrapassado pelo tufão Wutip em 2019. Durante os primeiros dias de março de 2015, ocorreu uma grande explosão de vento oeste, que posteriormente contribuiu para o desenvolvimento do evento El Niño de 2014–16 e da tempestade tropical Bavi. O tufão Maysak se desenvolveu e se tornou o ciclone tropical pré-abril mais intenso já registado, com um pico de 280 km/h (170 mph) ventos sustentados de 1 minuto e pressão mínima de 910 mbar (26,87 inHg). Apenas um sistema fraco (Haishen) se formou em abril e causou pouco ou nenhum dano.
Em maio, duas tempestades, Typhoons Noul e Dolphin, alcançaram a intensidade do supertufão Categoria 5. Ambos os tufões afetaram massas de terra e, juntos, causaram cerca de US $ 37,1 milhões em danos, respectivamente. Kujira foi formada em junho e atingiu o sudeste da Ásia, causando inundações. Durante a primeira semana de julho, os trópicos rapidamente se tornaram ativos, com um trio de tufões se desenvolvendo simultaneamente e afetando três diferentes massas de terra. Os danos totais de Chan-hom, Linfa e Nangka chegaram a quase US $ 2 mil milhões. Posteriormente, o tufão Halola entrou na bacia do Pacífico Oriental. Em agosto, o tufão Soudelor atingiu Taiwan e China, onde matou 38 pessoas e os danos totalizaram US $ 3,7 mil milhões. O tufão Goni afetou gravemente as Filipinas, as Ilhas Ryukyu e Kyushu como um tufão intenso, causando cerca de US $ 293 milhões em danos.
Em setembro, a tempestade tropical Etau trouxe inundações em grande parte do Japão, com prejuízos de pelo menos US $ 100 milhões. A tempestade tropical Vamco atingiu o Vietname e causou impactos e danos moderados. O tufão Dujuan, semelhante ao Soudelor, afetou a China e Taiwan com danos totais de US $ 660 milhões como um supertufão de categoria 4. No início de outubro, o tufão Mujigae rapidamente se intensificou para um tufão de categoria 4 quando atingiu Zhanjiang, gerando um tornado que causou 29 mortes e mais de US $ 4 mil milhões em danos. Mais tarde, o tufão Koppu devastou as Filipinas como um supertufão, causando pelo menos US $ 230 milhões em danos e matando pelo menos 55 pessoas. O tufão In-fa se tornou um forte tufão em novembro, causando um impacto menor nas Ilhas Carolinas. Em dezembro, o tufão Melor manteve a intensidade da categoria 4 ao passar pelas ilhas Filipinas com 42 mortes e US $ 140 milhões em danos, enquanto uma depressão tropical, chamada Onyok por PAGASA, atingiu o sul das Filipinas. O último ciclone tropical do ano se desenvolveu perto da Malásia em 20 de dezembro e se dissipou três dias depois.

## Sistemas

### Tempestade tropical severa de Mekkhala (Amang)
A depressão tropical 01W se desenvolveu durante o dia 13 de janeiro, ao sul do estado de Chuuk. Apesar da convecção ter sido deslocada de seu centro de circulação de baixo nível exposto (LLCC), o JMA atualizou 01W para uma tempestade tropical com o nome de Mekkhala, a primeira da temporada. Mais tarde, o PAGASA declarou que Mekkhala havia entrado na Área de Responsabilidade das Filipinas, atribuindo-lhe o nome local de Amang. Em 15 de janeiro, o JTWC atualizou Mekkhala para uma tempestade tropical quando a faixa espiral envolveu em um LLCC definido. Mekkhala se intensificou para uma forte tempestade tropical quando uma profunda convecção envolveu seu centro durante 16 de janeiro. Imagens de satélite revelaram que um denso nublado central havia obscurecido seu centro, portanto, Mekkhala fortaleceu-se em um tufão de categoria 1 pelo JTWC. Operacionalmente, o JMA classificou o pico de Mekkhala como um tufão em 17 de janeiro, no entanto, na pós-análise, Mekkhala atingiu seu pico como uma forte tempestade tropical. Na época em que Mekkhala atingiu o continente no leste de Samar, Visayas, reação da terra persistiu e o tufão enfraqueceu para uma tempestade tropical. Em 18 de janeiro, o Mekkhala continuou a enfraquecer à medida que começou a "se desfazer e erodir" ao passar pela região de Bicol em Luzon. Tanto o JMA quanto o JTWC emitiram seu aviso final mais tarde naquele dia. No entanto, o JMA continuou a monitorar Mekkhala até que ele se dissipou no início de 21 de janeiro.

Mekkhala (Amang) teve impactos menores nas Filipinas. A tempestade deixou 3 mortos no total na região de Bicol e causou cerca de $ 318,7 milhões (US $ 7,13 milhões) em danos. Além disso, a tempestade causou danos agrícolas de $ 30,3 milhões (US $ 678.000) na Samar, onde pousou. Mekkhala também interrompeu a visita do Papa Francisco às Filipinas em 17 de janeiro.

### Tufão Higos
Durante o dia 6 de fevereiro, o JMA começou a monitorar uma depressão tropical que se desenvolveu cerca de 190 km a noroeste de Palikir, no estado de Pohnpei. Em 7 de fevereiro, o JTWC começou a emitir avisos ao designar o sistema como 02W. A convecção profunda mais tarde se aprofundou em seu LLCC e 02W se intensificou em uma tempestade tropical, com o JMA chamando-a de Higos. O Higos começou a organizar-se à medida que a convecção se consolidou e o seu centro tornou-se bem definido. A JMA transformou Higos em uma severa tempestade tropical depois disso.  Com várias faixas curvas envolvendo seu centro, Higos fortaleceu-se em um tufão de categoria 1. O JMA transformou Higos em um tufão no início de 9 de fevereiro. Higos intensificou-se explosivamente ao longo de 24 horas e em 10 de fevereiro, Higos atingiu seu pico de intensidade com ventos sustentados de 1 minuto de 240 km/h (150 mph), tornando-se o primeiro supertufão da temporada. Mais tarde, Higos enfraqueceu rapidamente; seu olho se dissipou e a convecção tornou-se menos organizada, então o JMA rebaixou Higos a uma severa tempestade tropical. Em 11 de fevereiro, Higos enfraqueceu ainda mais para uma tempestade tropical quando seu centro ficou totalmente exposto. Ambas as agências emitiram seu aviso final mais tarde naquele dia e o Higos dissipou-se totalmente em 12 de fevereiro.

### Tempestade tropical Bavi (Betty)
A tempestade tropical Bavi foi observada pela primeira vez como uma perturbação tropical durante 8 de março, enquanto estava localizada em 500 km a sudeste do Atol Kwajalein nas Ilhas Marshall. Nos dias seguintes, o sistema moveu-se para noroeste através das Ilhas Marshall e foi classificado como uma depressão tropical durante 10 de março. O sistema continuou a se desenvolver no dia seguinte enquanto se movia para o noroeste, antes de ser classificado como uma tempestade tropical e denominado Bavi pela JMA.  O sistema subsequentemente continuou a se intensificar gradualmente à medida que se movia para oeste, em torno da periferia sul da crista subtropical de alta pressão localizada a noroeste do sistema. Durante 14 de março, o sistema atingiu o pico de tempestade tropical com o JMA relatando ventos sustentados de 10 minutos de 85 km/h (53 mph), enquanto o JTWC relatou ventos sustentados de 1 minuto de 95 km/h (59 mph). Como o sistema posteriormente começou a enfraquecer, a circulação de baixo nível do sistema passou sobre Guam durante 15 de março, enquanto a convecção associada ao sistema passou sobre as ilhas do norte de Mariana. Ao longo dos próximos dias, o sistema moveu-se para o oeste e continuou a enfraquecer, antes de se tornar uma depressão tropical em 17 de março, quando se mudou para a área de responsabilidade das Filipinas, onde foi batizado de Betty por PAGASA. O JTWC parou de monitorar Bavi durante 19 de março, depois que o sistema enfraqueceu em um distúrbio tropical, no entanto, o JMA continuou a monitorar o sistema como uma depressão tropical, até que se dissipou em 21 de março.
Bavi e sua perturbação tropical precursora impactaram o leste da Micronésia, com ventos fortes a vendavais entre 45–65 km/h (28–40 mph), relatado em vários atóis nas Ilhas Marshall. Danos consideráveis foram relatados na ilhota de Ebeye, enquanto no atol principal de Kwajalein, uma pequena quantidade de danos a árvores foi relatada e várias estruturas de aço antigas tornaram-se perigosas demais para serem usadas. Os danos gerais nas Ilhas Marshall foram estimados em mais de US $ 2 milhões, enquanto um navio de pesca e sua tripulação de nove foram dados como desaparecidos em 12 de março. Após atingir o Leste da Micronésia, Bavi se aproximou das Ilhas Marianas, com sua circulação passando pelo Guam durante o dia 15 de março, onde causou as maiores ondas registadas na ilha em uma década. Bavi também impactou as Ilhas Marianas do Norte de Rota, Tinian e Saipan, onde cortes de energia foram relatados e cinco casas foram destruídas. O total de danos materiais nas Ilhas Marianas foi estimado em cerca de US $ 150 mil.

### Tufão Maysak (Chedeng)
Um dia depois de Bavi se dissipar, uma área de baixa pressão formou-se a sudoeste das Ilhas Marshall. Ele vagarosamente foi à deriva para noroeste e tornou-se mais organizado nos dois dias seguintes. No dia seguinte, o JMA começou a rastrear o sistema como uma depressão tropical. Em 27 de março, o JTWC começou a rastrear o sistema como uma depressão tropical, e o designou 04W. Movendo-se para oeste-noroeste, o centro do sistema tornou-se mais consolidado com bandas convectivas envolvendo-se nele. O JTWC atualizou 04W para uma tempestade tropical no mesmo dia. O JMA fez o mesmo mais tarde naquele dia, quando foi batizado de Maysak. Em 28 de março, Maysak desenvolveu um olho, e o JMA o atualizou para uma severa tempestade tropical. O olho ficou mais bem definido com convecção profunda persistindo ao longo do quadrante sul da tempestade. O nublado tornou-se mais consolidado, quando o JMA elevou Maysak a um tufão no mesmo dia. Em 29 de março, Maysak intensificou-se rapidamente ao longo de um período de 6 horas, atingindo ventos sustentados máximos de 1 minuto de 230 km/h (140 mph), tornando-o um equivalente de Categoria 4 no SSHWS. No dia seguinte, Maysak intensificou-se ainda mais para um super tufão de categoria 5. Em 1 de abril, o PAGASA declarou rastrear o sistema, nomeando-o como Chedeng. O tufão Chedeng (Maysak) enfraqueceu mais e eventualmente se dissipou na massa de terra de Luzon. Os remanescentes de Maysak finalmente chegaram ao Mar do Sul da China.
O tufão Maysak passou diretamente sobre o estado de Chuuk, nos Estados Federados da Micronésia, em 29 de março, causando grandes danos. Ventos fortes, medidos até 114 km/h (71 mph) no escritório local do Serviço Meteorológico Nacional, derrubou várias árvores, linhas de energia e arrancou telhados. Cerca de 80-90 por cento das casas em Chuuk sofreram danos. A energia para a maior parte da ilha foi interrompida e a comunicação foi difícil. Os primeiros relatórios indicaram que cinco pessoas perderam a vida.

### Tempestade tropical Haishen
Em 29 de março, o JTWC começou a monitorar um distúrbio tropical nas Ilhas Marshall e, mais tarde, elevou-o para uma "chance baixa" de ser um ciclone dois dias depois. A melhor trilha indicou que o sistema se desenvolveu em uma depressão tropical durante 2 de abril, mas operacionalmente o JMA o fez em 3 de abril. Logo em seguida, o JTWC designou o sistema para 05W, quando ventos de 1 minuto afirmaram que ele havia se fortalecido em uma depressão tropical. 05W começou a se organizar com uma ligeira consolidação de seu LLCC e algumas bandas convectivas; o JTWC atualizou 05W para uma tempestade tropical. O JMA fez o mesmo mais tarde, quando recebeu o nome de Haishen. Haishen permaneceu na força de tempestade tropical de baixo nível até que seu centro ficasse totalmente exposto com sua convecção mais profunda se deteriorando devido ao cisalhamento do vento. Tanto o JMA quanto o JTWC pararam de monitorar o sistema em 6 de abril, quando ele se dissipou em águas abertas ao sudeste das Ilhas Marianas.
No estado de Pohnpei, 11,800 mm (466 in) quantidade de chuva foi registada na ilha principal entre 2 e 3 de abril; no entanto, não houve danos significativos relatados no estado. Durante o dia 4 de abril, o sistema passou ao norte de Chuuk e Fananu no estado de Chuuk, enquanto o vento e a chuva associados a Haishen passaram pela área.  Não houve medições diretas, seja do vento ou da chuva feitas em Fananu, no entanto, estimou-se que a tempestade tropical força ventos de 40–52 mph (64–84 km/h) foram experimentados na ilha. Também foi estimado que 100–150 mm (4–6 in) de chuva caiu na ilha, enquanto os ilhéus confirmaram que períodos de chuva forte ocorreram. Haishen derrubou várias árvores frutíferas em Fananu, enquanto as fortes chuvas foram consideradas uma bênção positiva, pois restauraram os níveis de água na ilha, que havia sido danificada alguns dias antes por Maysak. Não houve relatos de qualquer outro dano significativo no estado, enquanto danos a propriedades e plantações foram estimados em US $ 100 mil.

### Tufão Noul (Dodong)
Em 30 de abril, um distúrbio tropical se desenvolveu perto de Chuuk. Em 2 de maio, o JMA começou a rastrear o sistema como uma depressão tropical fraca. No dia seguinte, o JMA elevou a depressão a uma tempestade tropical e atribuiu o nome de Noul. Em 5 de maio, o JMA atualizou o sistema para uma tempestade tropical severa, enquanto o JTWC o atualizou para um tufão mínimo. The following day, the JMA also upgraded Noul to a typhoon.No dia seguinte, a AMJ também classificou Noul para um tufão. No início de 7 de maio, Noul entrou na Área de Responsabilidade das Filipinas e recebeu o nome de Dodong pela PAGASA. Mais tarde naquele dia, o JTWC atualizou Noul para uma categoria 3 tufão como um pequeno olho se desenvolveu. Ao mesmo tempo, de acordo com Jeff Masters do Weather Underground, Noul assumiu características anulares. Apesar de Noul enfraquecer para um tufao de categoria 2 no início de 9 de maio, seis horas depois, o JTWC atualizou Noul de volta para um tufão de categoria 3, à medida que o seu olho se tornava mais claro e bem definido. Mais tarde naquele dia o JTWC atualizou Noul para um supertufão de categoria 4, depois que começou a se aprofundar rapidamente. Em 10 de maio, o JTWC atualizou ainda mais Noul para uma categoria 5 supertufões, e a JMA avaliou Noul com ventos sustentados de 10 minutos de 205 km/h (127 mph) e uma pressão mínima de 920 mbar, sua intensidade de pico. Mais tarde naquele dia, Noul pousou em Pananapan Point, Santa Ana, Cagayan. Depois de atingir a ponta nordeste de Luzon, a tempestade começou a enfraquecer e o JTWC a rebaixou a supertufão de categoria 4. Posteriormente, começou a enfraquecer rapidamente e em 12 de maio, enfraqueceu-se para uma tempestade tropical severa.

### Tufão Dolphin
Em 3 de maio, um distúrbio tropical ao sul a sudeste de Pohnpei começou a se organizar, e o JMA elevou o distúrbio para uma depressão tropical. No final do dia 6 de maio, o JTWC começou a emitir avisos e designou como 07W. Em 9 de maio, o JMA transformou a depressão em uma tempestade tropical e deu-lhe o nome de Dolphin. O JMA ainda atualizou o Dolphin para uma tempestade tropical severa em 12 de maio e no dia seguinte, o JTWC atualizou o Dolphin para um tufão. Seis horas depois, o JMA fez o mesmo. Nos dias seguintes, o Dolphin continuou a se intensificar até atingir o status de supertufão Categoria 5 em 16 de maio. Ele enfraqueceu em um supertufão de categoria 4 12 horas depois, até que se enfraqueceu em um tufão equivalente de categoria 4, após manter o status de supertufão por 30 horas. O Dolphin enfraqueceu ainda mais em uma tempestade tropical severa em 19 de maio, quando o JTWC rebaixou o Dolphin para uma tempestade tropical e emitiu seu aviso final. Em 20 de maio, o JMA emitiu seu aviso final, e o JTWC e o JMA declararam que o Dolphin havia se tornado um ciclone extratropical.

### Tempestade tropical Kujira
Durante 19 de junho, a JMA começou a monitorar uma depressão tropical que se desenvolveu no Mar da China Meridional por volta de 940 km ao sudeste de Hanói, Vietname. No dia seguinte, o sistema desenvolveu-se gradualmente ainda mais antes que o JTWC iniciasse os alertas sobre o sistema e o designasse como depressão tropical 08W. A convecção profunda obscureceu seu centro de circulação de baixo nível; no entanto, a análise de nível superior indicou que 08W estava em uma área de vento vertical moderado. Em 21 de junho, o JMA havia informado que 08W havia se intensificado em uma tempestade tropical, chamando-a de Kujira. Kujira se intensificou ligeiramente e o JTWC finalmente atualizou o sistema para uma tempestade tropical em 22 de junho. Ao mesmo tempo, a circulação de Kujira ficou exposta, mas a convecção permaneceu estável. Portanto, de acordo com ambas as agências, Kujira atingiu seu pico de intensidade com uma pressão mínima de 985 mbar no final do mesmo dia. Kujira teria sido uma tempestade tropical severa, mas devido à convecção deslocada e ao vento moderado a alto, a tempestade começou a enfraquecer. O JTWC rebaixou Kujira a uma tempestade tropical, pois estava localizada em uma área de ambientes muito desfavoráveis no início de 23 de junho; no entanto, por seu aviso seguinte, foi relatado que Kujira entrou em uma área de águas quentes e foi atualizado de volta ao status de tempestade tropical. Durante 24 de junho, Kujira atingiu o Vietname, a leste de Hanói, e enfraqueceu em uma depressão tropical.  O sistema foi posteriormente observado pela última vez no dia seguinte, ao se dissipar ao norte de Hanói.

Embora fora da área de responsabilidade das Filipinas, a circulação de Kujira aumentou as monções do sudoeste e marcou o início da estação chuvosa do país em 23 de junho de 2015. Atingindo Ainão em 20 de junho, Kujira produziu chuvas torrenciais em toda a ilha com uma média de 102 mm caindo na província em 20 de junho; acumulações atingiram um pico de 732 mm. As inundações que se seguiram afetaram 7 400 ha de safras e sobraram ¥ 85 milhões (US $ 13,7 milhões) em perdas econômicas. As inundações no norte do Vietname mataram pelo menos nove pessoas, incluindo oito na província de Sơn La, e deixaram outras seis desaparecidas. Em todo o país, 70 casas foram destruídas enquanto outras 382 foram danificadas. Os danos preliminares estimados no Vietname foram de ₫ 50 mil milhões (US $ 2,28 milhões). 

### Tufão Chan-hom (Falcon)
Em 25 de junho, o JTWC começou a monitorar um distúrbio tropical fraco embutido no ITCZ ativo. A convecção aumentou dentro do sistema conforme o JMA e o JTWC atualizaram o sistema para uma depressão tropical em 30 de junho, enquanto ele estava localizado perto da ilha de Kosrae. Mais tarde naquele dia, o JMA elevou a depressão a uma tempestade tropical e atribuiu o nome de Chan-hom. Embora tenha sido atualizado para um tufão em 1º de julho, aumento do cisalhamento do vento fez com que o sistema se enfraquecesse e se transformasse em uma tempestade tropical ao se aproximar de Guam.
Em 5 de julho, quando começou a se mover para o norte e depois para o noroeste, Chan-hom mostrou boa vazão no alto e baixo cisalhamento vertical dentro da área. Ambas as agências transformaram a tempestade em tufão novamente em 6 de julho, quando um olho se desenvolveu. Em 7 de julho, PAGASA relatou que Chan-hom entrou em sua área de responsabilidade e recebeu o nome de Falcon. Com uma visão clara e definida e ventos com força de vendaval em expansão, ambas as agências classificaram o Chan-hom como um tufão de categoria 4 em 9 de julho, com um pico de vento de 10 minutos de 165 km/h (103 mph) e uma pressão mínima de 935 milibares. Em 10 de julho, Chan-hom enfraqueceu ainda mais com o desenvolvimento de um ciclo de substituição da parede do olho com vento vertical moderado a alto ao se aproximar do leste da China. Chan-hom atingiu a costa sudeste de Xangai mais tarde naquele dia. Por causa das águas mais frias, Chan-hom enfraqueceu abaixo do status de tufão. Durante 12 de julho, Chan-hom brevemente fez a transição para um ciclone extratropical, antes de se dissipar sobre a Coreia do Norte no dia seguinte.
Antes da chegada do tufão no leste da China, as autoridades evacuaram mais de 1,1 Milhões de pessoas. As perdas econômicas totais em Chequião chegaram a ¥ 5,86 mil milhões (US $ 943 milhão). Mesmo que o Chan-hom não tenha afetado as Filipinas, o tufão aumentou as monções do sudoeste, que matou cerca de 16 pessoas e danos de cerca de $ 3,9 milhões (US $ 86.000).

### Tempestade tropical severa Linfa (Egay)
Assim que os trópicos começaram a se ativar, a Zona de Convergência Intertropical abrangeu quatro sistemas tropicais em todo o Pacífico Ocidental, e um distúrbio tropical se formou por volta de 11 015 km leste-sudeste de Manila durante 30 de junho. Em 1 de julho, o JMA começou a rastrear o sistema, pois ele foi classificado como uma depressão tropical. Durante o dia seguinte, o JTWC seguiu o exemplo e atribuiu a designação de 10W, enquanto a PAGASA nomeou 10W como Egay. Poucas horas depois, Egay se intensificou em uma tempestade tropical, com o nome Linfa dado pelo JMA. Apesar de um centro exposto, a convecção associada estava sendo intensificada por seu escoamento, e Linfa intensificou-se para uma forte tempestade tropical. No final de 4 de julho, Linfa atingiu o continente em Palanan, Isabela, mantendo a sua intensidade. Linfa cruzou a ilha de Luzon e emergiu no Mar da China Meridional enquanto começava a se mover na direção norte-noroeste. Em 7 de julho, Linfa estava um pouco melhor organizado. A PAGASA emitiu o seu boletim final sobre a Linfa (Egay) ao sair da sua área de responsabilidade. Linfa entrou em uma área de ambientes favoráveis com boas bandas envolvendo sua estrutura geral, e Linfa fortaleceu-se em um tufão de categoria 1 pelo JTWC quando um olho se desenvolveu e bandas fortemente curvas começaram a envolver seu LLCC. Durante o dia 9 de julho, Linfa atingiu o continente na província de Guangdong, na China. Posteriormente, Linfa experimentou interação com a terra e se enfraqueceu rapidamente e ambas as agências emitiram seus pareceres finais em 10 de julho.

Em Luzon, Linfa danificou 198 casas e destruiu outras sete. A tempestade danificou $ 34 milhões ( US $ 753.000) em safras e os danos totais alcançaram $ 214,65 milhões (US $ 4,76 milhões). A maioria das falhas de energia foram reparadas poucos dias após a passagem de Linfa. Segundo estimativas no sul da China, as perdas econômicas com a tempestade chegaram a ¥ 1,74 mil milhões (US $ 280 milhão). Um total de 288 casas desabaram e 56 000 pessoas foram deslocadas. Uma rajada de 171 km/h foi observada em Jieyang. Uma onda de tempestade de 0,48 m (1,6 ft) também foi relatado ao longo da Ilha Waglan e a chuva atingiu um total de cerca de 40 mm (1,6 in) no território.

### Tufão Nangka
Em 3 de julho, o JMA começou a monitorar uma depressão tropical nas Ilhas Marshall. Mais tarde naquele dia, foi designado como 11W pelo JTWC pois começou a se intensificar. O JMA seguiu o exemplo de atualizá-lo para uma tempestade tropical, batizando-o de Nangka. Após três dias de fortalecimento lento, Nangka foi atualizado para uma tempestade tropical severa em 6 de julho, por causa de ambientes favoráveis, como um ciclone simétrico, uma vazão melhorando e baixo vento vertical. Pouco depois, ocorreu uma rápida intensificação e Nangka foi atualizado para um tufão de categoria 2 24 horas depois. A tendência de intensificação continuou, e Nangka atingiu seu primeiro pico como um tufão de categoria 4 quando um olho se desenvolveu.
Logo após seu primeiro pico, Nangka enfraqueceu ligeiramente e seu olho encheu-se de nuvens. Embora algum cisalhamento do vento vertical tenha interrompido inicialmente a tendência de intensificação, a tempestade retomou a intensificação em 9 de julho e foi atualizada para um supertufão de categoria 4 com ventos sustentados de 1 minuto de 250 km/h (160 mph). Ao mesmo tempo, a estrutura de Nangka tornou-se simétrica e seu olho se desenvolveu novamente. A JMA também avaliou o pico de Nangka com ventos de 10 minutos de 185 km/h (115 mph). O Nangka manteve a força do supertufão por 24 horas antes de se tornar um tufão em 10 de julho ao entrar em uma área com alguns ambientes desfavoráveis. Nangka enfraqueceu para um tufão equivalente à Categoria 1 em 11 de julho, mas começou a se fortalecer novamente no final de 12 de julho, atingindo um pico secundário como um tufão equivalente à Categoria 3 quando seu olho ficou claro mais uma vez. Um ciclo de substituição da parede do olho interrompeu a intensificação no dia seguinte, e Nangka enfraqueceu por causa do ar mais seco do norte. Por volta das 14:00 UTC de 16 de julho, Nangka aterrissou em Muroto, Kōchi do Japão. Poucas horas depois, Nangka fez seu segundo landfall sobre a ilha de Honshu, quando o JMA reduziu a intensidade de Nangka para uma forte tempestade tropical. Por causa da reação da terra e das águas mais frias, a circulação de Nangka começou a se deteriorar e foi rebaixada para uma depressão tropical por ambas as agências no final de 17 de julho. Em 18 de julho, ambas as agências emitiram seu aviso final sobre o Nangka enquanto este enfraquecia para uma baixa remanescente.
No atol de Majuro, nas Ilhas Marshall, ventos fortes de Nangka arrancaram telhados de casas e derrubaram árvores e linhas de energia. Quase metade da capital do país com o mesmo nome ficou sem energia. Tony deBrum, o ministro das Relações Exteriores da Ilha Marshall, afirmou que "Majuro [é] como uma zona de guerra". Pelo menos 25 os navios da lagoa da ilha se soltaram ou foram arrastados por suas amarras. Algumas inundações costeiras também foram notadas.

### Tufão Halola (Goring)
Durante 13 de julho, a tempestade tropical Halola mudou-se da bacia do Pacífico Central para a bacia do Pacífico Ocidental e foi imediatamente classificada como uma tempestade tropical severa pelo JMA. No dia seguinte, o sistema moveu-se para o oeste e gradualmente se intensificou, antes de ser classificado como tufão no dia seguinte. Mais tarde naquele dia, o JMA e o JTWC relataram que Halola atingiu o pico de intensidade como um tufão de categoria 2. No entanto, o enfraquecimento da convecção e o vento vertical moderado causaram o enfraquecimento do tufão em 15 de julho. Halola enfraqueceu ainda mais para uma depressão tropical quando o JMA emitiu seu parecer final em 18 de julho; no entanto, o JTWC continuou rastreando Halola.
Em 19 de julho, a JMA relançou os avisos e Halola deu sinais de uma intensificação ainda maior. Um melhorou assinatura convectiva, expandindo campo umidade e rasa bandas envolto no sistema solicitado ambas as agências para atualizá-lo para uma tempestade tropical início em 20 de julho Halola se intensificou em um tufão novamente no dia seguinte, conforme o tufão se tornou mais simétrico do que antes. Em 22 de julho, Halola atingiu seu segundo pico de intensidade como um tufão de categoria 2, mas desta vez foi um pouco mais forte com ventos sustentados de 150 minutos por 10 minutos km/h (90 mph). PAGASA informou que Halola entrou em sua área de responsabilidade recebendo o nome de Göring no início de 23 de julho. No dia seguinte, Halola encontrou cisalhamento de vento vertical do nordeste quando o sistema começou a enfraquecer. Durante os dias 25 e 26 de julho, Halola enfraqueceu com a força de uma tempestade tropical e passou pelas ilhas japonesas do sudoeste. Por volta das 09:30 UTC do dia 26 de julho, Halola atingiu a costa de Saikai, Nagasaki do Japão. O sistema foi posteriormente observado pela última vez naquele dia, quando se dissipou no Mar do Japão.
Em todas as ilhas Daitō, as fazendas de cana-de-açúcar foram significativamente afetadas pelo tufão Halola, resultando em danos de cerca de ¥ 154 milhões ( US $ 1,24 milhão).

### Depressão tropical 12W
Durante o dia 23 de julho, o JMA e o JTWC começaram a monitorar a depressão tropical 12W, que se desenvolveu ao nordeste de Manila, nas Filipinas. No dia seguinte, o sistema mudou em direção ao norte-nordeste ao longo da cordilheira subtropical, em um ambiente considerado marginal para desenvolvimento posterior. Durante o dia seguinte, apesar das estimativas de Dvorak de várias agências diminuindo devido à falta de convecção ao redor do sistema, o JTWC relatou que o sistema havia se tornado uma tempestade tropical, com ventos sustentados de pico de 1 minuto de 65 km/h (40 mph). Isso foi baseado em uma imagem do difusômetro avançado, que mostrou ventos de 65–75 km/h (40–47 mph) ao longo da periferia oeste do sistema. O sistema posteriormente interagiu diretamente com o tufão Halola, antes que o aumento do cisalhamento do vento vertical e a subsidência da interação causassem a deterioração da depressão. Como resultado, a circulação de baixo nível do sistema tornou-se fraca e totalmente exposta, com convecção profunda deslocada para a metade ocidental do sistema, antes de ser observada pela última vez em 25 de julho, quando se dissipou para o leste de Taiwan.

### Tufão Soudelor (Hanna)
Durante o dia 29 de julho, o JMA informou que uma depressão tropical havia se desenvolvido, cerca de 1 800 km a leste de Hagåtña, na ilha de Guam. Ao longo do dia seguinte, o sistema moveu-se para oeste sob a influência da crista subtropical de alta pressão e consolidou-se rapidamente, em um ambiente que era marginalmente favorável ao desenvolvimento posterior. Como resultado, o JTWC iniciou alertas e designou-o como depressão tropical 13W durante 30 de julho. No mesmo dia, Soudelor mostrou sinais de rápida intensificação à medida que uma nublada densa central obscurecia seu LLCC. Portanto, a JMA atualizou Soudelor para uma tempestade tropical severa em 1º de agosto. A intensificação continuou, e ambas as agências transformaram Soudelor em um tufão no dia seguinte. Em 3 de agosto, Soudelor se aprofundou em um supertufão de categoria 5 com 285 km/h (177 mph) ventos sustentados de 1 minuto, e o JMA avaliou Soudelor com ventos sustentados de 10 minutos de 215 km/h (134 mph) e uma pressão central mínima de 900 milibares, tornando Soudelor o tufão mais forte desde o tufão Vongfong na época. O tufão manteve a sua intensidade de pico por 18 horas até que começou a enfraquecer gradualmente às 15:00 UTC de 4 de agosto. No dia seguinte, PAGASA observou que Soudelor havia entrado na área de responsabilidade das Filipinas, chamando-a de Hanna. Em 7 de agosto, Soudelor voltou a se intensificar em um tufão equivalente à categoria 3 ao entrar em uma área de condições favoráveis.
Em 2 de agosto, Soudelor atingiu a costa de Saipan como um tufão de categoria 4, resultando em graves danos, com estimativas iniciais de mais de US $ 20 milhões (2015 USD ) em danos. Em 8 de agosto, Por volta das 4:40 da manhã, Soudelor fez desembarcar ao norte de Hualien como uma tempestade de categoria 3.

### Depressão tropical 14W
Durante o dia 1 de agosto, o JMA informou que uma depressão tropical havia se desenvolvido, cerca de 940 km ao sudeste de Tóquio, Japão. O sistema possuía um pequeno centro de circulação de baixo nível, parcialmente exposto, com convecção atmosférica profunda localizado no quadrante sul do sistema. No geral, a perturbação foi localizada dentro de um ambiente favorável para desenvolvimento posterior, com temperaturas favoráveis da superfície do mar e um anticiclone localizado sobre o sistema.  No dia seguinte, o sistema foi classificado como depressão tropical 14W pelo JTWC, enquanto estava localizado a cerca de 740 km ao sudeste de Yokosuka, Japão.
Por causa de um centro de circulação de baixo nível bem definido, mas exposto, com convecção profunda em chamas sobre a periferia leste da tempestade, o JTWC atualizou o sistema para uma depressão tropical, designando-o como 14W. O JTWC emitiu seu aviso final no sistema durante 4 de agosto, depois que uma imagem do difusômetro avançado mostrou que o 14W tinha uma circulação fraca que havia caído abaixo de seus critérios de aviso. No entanto, o homem continuou a monitorar o sistema, antes que fosse a última nota durante o dia seguinte, enquanto estava afetando um regiao de Kansai.

### Tempestade tropical Molave
Durante o dia 6 de agosto, o JMA começou a monitorar uma depressão tropical que se desenvolveu cerca de 680 km ao nordeste de Hagåtña, Guam. O sistema estava localizado dentro de uma área considerada moderadamente favorável para desenvolvimento posterior, com vento vertical baixo a moderado e uma boa vazão. No dia seguinte, a convecção envolveu a circulação de baixo nível do sistema e o sistema se consolidou gradualmente, antes que um alerta de formação de ciclone tropical fosse emitido pelo JTWC naquele dia.
No início de 7 de agosto, o JTWC atualizou o sistema para a depressão tropical 15W. No mesmo dia, 15W intensificou-se gradativamente e foi batizado de Molave pelo JMA. O JTWC manteve a intensidade de Molave em uma depressão tropical fraca de 25 nós por causa da circulação insuficiente e exposta. No entanto, o JTWC atualizou Molave para uma tempestade tropical em 8 de agosto, como convecção profunda e ventos com força de tempestade tropical foram relatados no lado noroeste do sistema. Durante o dia seguinte, Molave entrou em uma área de condições marginalmente favoráveis com cisalhamento do vento vertical baixo a moderado, com sua circulação ficando parcialmente exposta. Horas depois, a convecção profunda diminuiu rapidamente e o JTWC declarou que era uma tempestade subtropical e emitiu seu aviso final. Apesar de enfraquecer para uma tempestade subtropical, o JMA ainda classificou Molave em força de tempestade tropical.
Em 11 de agosto, de acordo com o JTWC, voltou a se intensificar em uma tempestade tropical e relançou os avisos. A convecção de Molave enfraqueceu devido ao forte cisalhamento quando seu LLCC ficou totalmente exposto. Mais tarde naquele dia, Molave enfraqueceu até atingir a intensidade mínima de tempestade tropical. Em 13 de agosto, a convecção profunda foi totalmente cortada e Molave mergulhou mais profundamente nos ventos de latitude média. Mais tarde, o JTWC emitiu seu aviso final quando a análise ambiental revelou que Molave é agora um sistema extratropical de núcleo frio. No início de 14 de agosto, o sistema degenerou em um ciclone extratropical, antes de ser notado pela última vez pelo JMA saindo do Pacífico Ocidental durante 18 de agosto.

### Tufão Goni (Ineng)
No dia 13 de agosto, o JMA passou a monitorar uma depressão tropical que se desenvolveu, cerca de 685 km ao sudeste de Hagåtña, Guam. No dia seguinte, a depressão começou a se organizar e foi designada como 16W pelo JTWC. Várias horas depois, a convecção profunda melhorou e cobriu seu LLCC e ambas as agências atualizaram 16W para uma tempestade tropical, chamando-a de Goni. Durante a noite de 15 de agosto, o JMA atualizou Goni para uma severa tempestade tropical quando o vento começou a se acalmar enquanto uma profunda faixa de convecção envolvia sua circulação. No dia seguinte, as imagens de satélite retrataram um olho em desenvolvimento com uma faixa bem curva aprimorada, cuja análise de nível superior revelou um baixo cisalhamento e um ambiente em melhoria. Goni se intensificou em um tufão por ambas as agências algumas horas depois. No início de 17 de agosto, as imagens de satélite retrataram um pequeno olho de alfinete quando Goni passou por uma rápida intensificação e foi rapidamente atualizado para um tufão de categoria 4 e atingiu seu primeiro pico de intensidade. A ligeira diminuição da espessura das faixas convectivas e o cisalhamento do vento de baixa a moderada causaram o enfraquecimento de Goni para um tufão de categoria 3 Goni manteve essa intensidade enquanto se movia para o oeste e entrou na área das Filipinas que PAGASA deu o nome de Ineng, até que em 19 de agosto, Goni entrou em uma área de ambientes favoráveis. Goni manteve uma assinatura geral convectiva com faixas bem curvas envolvendo um olho de 28 milhas náuticas. O JTWC posteriormente re-classificou Goni como tufão de categoria 4 no início de 20 de agosto, quando se aproximou da costa nordeste das Filipinas.

### Tufão Atsani
Pouco depois de começar a rastrear o precursor de Goni, o JTWC começou a rastrear outro distúrbio tropical de aproximadamente 157 km norte-noroeste de Wotje Atoll nas Ilhas Marshall. A convecção profunda com bandas formativas circundando a circulação do sistema fez com que o JMA e o JTWC o atualizassem para uma depressão tropical, também designando-o como 17W em 14 de agosto. Mais tarde naquele dia, ambas as agências atualizaram 17W para uma tempestade tropical, com o JMA chamando-a de Atsani. Em 16 de agosto, ambas as agências transformaram Atsani em tufão, visto que foi encontrado em imagens de micro-ondas que um olho estava desenvolvendo. Banda convectiva melhorada e olho irregular formado no início do dia seguinte. Naquela noite, o olho do tufão ficou bem definido e o JTWC avaliou a intensidade de Atsani em um equivalente a uma tempestade de categoria 3. O aprofundamento da convecção continuou até o início de 18 de agosto, quando o JTWC elevou o Atsani a um tufão de categoria 4. Em 19 de agosto, vento vertical muito baixo e excelente fluxo radial estavam no local. Um núcleo simétrico e faixas de alimentação extras levaram o JTWC a atualizá-lo para um supertufão. Mais tarde naquele dia, as imagens de satélite mostraram que Atsani era mais simétrica e profunda, com bandas alimentadoras envolvendo um olho expandido de 34 milhas náuticas de diâmetro. Portanto, o JTWC melhorou o Atsani para um supertufão de categoria 5 e atingiu seu pico de intensidade de ventos sustentados de 1 minuto de 260 km/h (160 mph).
Atsani moveu-se na direção noroeste, pois foi posteriormente rebaixado para uma intensidade de supertufão Categoria 4 em 20 de agosto e na categoria de tufão mais tarde naquele dia, pois enfraqueceu ainda mais. Em 21 de agosto, imagens de satélite indicaram que a convecção sobre Atsani estava diminuindo e um ciclo de substituição da parede do olho ocorreu, portanto, o JTWC rebaixou Atsani ainda mais para um tufão de categoria 3. O cisalhamento do vento vertical começou a se intensificar para uma escala moderada e o ar seco persistiu nas partes norte e oeste de Atsani e sua parede do olho começou a sofrer erosão. No dia seguinte, a intensificação proibida de ar seco significativo e imagens de satélite multispecturais indicaram um aquecimento no topo das nuvens do tufão levou o JTWC a rebaixá-lo para um tufão de categoria 1. Atsani manteve essa intensidade quando começou a se mover na direção nordeste e começou a interagir com maior cisalhamento do vento vertical associado pela zona baroclínica de latitude média no final de 23 de agosto. Em 24 de agosto, o JMA rebaixou Atsani a uma severa tempestade tropical. Poucas horas depois, o JTWC seguiu o exemplo de rebaixar o tufão à força de tempestade tropical. O JTWC emitiu seu aviso final mais tarde naquele dia; Durante 25 de agosto, Atsani se tornou um ciclone extra-tropical, enquanto estava localizado a cerca de 1 650 km ao nordeste de Tóquio, Japão. No dia seguinte, a tempestade absorveu os restos do furacão Loke no Pacífico Oriental. O sistema foi posteriormente observado pela última vez, pois se dissipou em 27 de agosto.

### Tufão Kilo
Durante o dia 1 de setembro, o furacão Kilo entrou na bacia vindo do Pacífico Central e foi imediatamente classificado como tufão pela JMA e pelo JTWC. Durante o dia seguinte, Kilo começou a enfrentar cisalhamento do vento vertical moderado e começou a enfraquecer. Após um breve re-fortalecimento, em 4 de setembro, cisalhamento de vento sudoeste moderado a alto proibiu o desenvolvimento. Mais tarde naquele dia, Kilo desenvolveu um olho novamente; no entanto, o tufão manteve a mesma intensidade, e mais tarde tornou-se irregular em 6 de setembro.
Em 7 de setembro, o JTWC estimou ventos de 165 km/h (103 mph), que novamente tornou seu vento igual ao do furacão de categoria 2 por um breve período. Mais tarde naquele dia, Kilo começou a enfraquecer à medida que seu olho se tornava irregular, com convecção em erosão sobre o semicírculo sul do tufão. A convecção profunda começou a se deteriorar, conforme o JTWC relatou algumas horas depois. No final do dia seguinte, a assinatura convectiva do Kilo começou a se degradar devido ao ar mais seco envolvendo seu núcleo, forçando o JTWC a diminuir a intensidade do Kilo. Em 9 de setembro, o JMA rebaixou Kilo a uma severa tempestade tropical. O JTWC fez o mesmo várias horas depois, quando o centro ficou exposto devido à convecção profunda; Kilo estava localizado em uma área de forte cisalhamento. Posteriormente, Kilo começou a passar por uma transição extratropical quando o JTWC emitiu seu aviso final no início de 11 de setembro. Horas depois, o JMA relatou que Kilo havia feito a transição para um ciclone extratropical. Os remanescentes extratropicais de Kilo mais tarde afetaram a Península de Kamchatka e as Ilhas Aleutas. O sistema saiu da bacia em 13 de setembro e foi observado pela última vez no Alasca cerca de dois dias depois.

### Tempestade tropical severa Etau
Em 2 de setembro, um distúrbio tropical desenvolvido 560 km a noroeste da ilha de Guam. Movendo-se em direção ao noroeste, pós-análise do JMA mostrou que Etau se formou no início de 6 de setembro. No dia seguinte, o JMA elevou a depressão para uma tempestade tropical enquanto o JTWC a elevou para uma depressão tropical após um aumento na organização. A imagem de satélite revelou que a convecção estava aumentando em cobertura, fazendo com que o JTWC a atualizasse para uma tempestade tropical. Um recurso de olho de banda desenvolvido em 8 de setembro e, portanto, o JMA atualizou Etau para uma tempestade tropical severa. Apesar do forte cisalhamento do vento devido a uma depressão, Etau manteve a sua intensidade. Mais tarde no mesmo dia, após um aumento na convecção, o JTWC avaliou a intensidade de Etau para 55 nós. No início de 9 de setembro, Etau atingiu o continente sobre o centro de Honshu e, ao mesmo tempo, Etau enfraqueceu com força de tempestade tropical enquanto o JTWC emitia seu parecer final. O JMA finalmente emitiu seu boletim final em Etau mais tarde naquele dia, uma vez que a transição extratropical foi concluída. Os remanescentes de Etau foram absorvidos por outro sistema extratropical que era anteriormente o Tufão Kilo em 11 de setembro.
Quando Etau afetou o Japão, principalmente Honshu, durante os dias 8 e 9 de setembro, a tempestade provocou inundações generalizadas. Chuvas recordes caíram em muitas áreas no leste do Japão, com mais de 300 mm (12 in) relatado em grande parte do leste de Honshu. As chuvas mais fortes caíram na Prefeitura de Tochigi, onde 668 mm foi observada em Nikkō, incluindo 551 mm em 24 horas. A Prefeitura de Fukushima viu suas chuvas mais fortes em 50 anos, com mais de 300 mm observada durante um intervalo de 48 horas. Quase 3 milhões de pessoas foram forçadas a deixar suas casas. No total, oito pessoas morreram e os danos totais somaram ¥ 11,7 mil milhões (US $ 97,8 milhões). Em 10 de setembro, os remanescentes de Etau trouxeram algumas chuvas e rajadas de vento na região do Extremo Oriente da Rússia.

### Tempestade tropical Vamco
Em 10 de setembro, um distúrbio tropical se formou durante as monções de 560 km oeste de Manila. O distúrbio vagou por alguns dias e mais tarde foi classificado como uma depressão tropical pelo JMA em 13 de setembro. Com convecção profunda em chamas ao redor do centro, o JTWC o atualizou para uma depressão tropical. Pouco depois disso, tanto o JMA quanto o JTWC a transformaram em uma tempestade tropical. Devido ao aumento do cisalhamento do vento, o centro de Vamco ficou parcialmente exposto em 14 de setembro. Portanto, o JTWC emitiu seu aviso final. A JMA posteriormente rebaixou a Vamco a uma depressão tropical e emitiu seu comunicado final no início de 15 de setembro. Os remanescentes de Vamco continuaram a mover - se em direção a oeste para o interior e cruzaram o 100º meridiano a leste em 16 de setembro.

A Vamco atingiu a costa ao sul de Da Nang, no Vietname, o que causou inundações em partes do país. As enchentes no Vietname mataram 11 pessoas. As perdas para a pesca no distrito de Lý Sơn ultrapassaram ₫ 1 mil milhões (US $ 44.500). Danos à rede elétrica no Vietname alcançaram ₫ 4,9 mil milhões (US $ 218.000). Na província de Quảng Nam, Vamco causou danos moderados. No distrito de Duy Xuyên, as perdas agrícolas ultrapassaram ₫ 2 mil milhões (US $ 89.000) e no distrito de Nông Sơn o dano total é ₫ 1 mil milhões (US $ 44.500). Oficiais da província de Thanh Hóa estimaram que o total de danos causados pelas enchentes pela tempestade atingiu ₫ 287 mil milhões (US $ 12,8 milhão). As inundações no Camboja afetaram milhares de residentes e provocaram numerosas evacuações. Os remanescentes da Vamco provocaram enchentes em 15 províncias em toda a Tailândia e matou duas pessoas. Pelo menos 480 casas foram danificadas e as perdas ultrapassaram ฿ 20 milhões (US $ 561.000).  Dois pescadores morreram depois que seu barco afundou durante a tempestade no distrito de Ban Laem, enquanto um terceiro continua desaparecido.

### Tufão Krovanh
Ao mesmo tempo, quando a tempestade tropical Vamco foi nomeada, outro distúrbio tropical foi monitorado tanto pelo JMA quanto pelo JTWC por volta de 806 km leste da Base da Força Aérea de Andersen. O JTWC emitiu um TCFA no sistema mais tarde naquele dia. Em 14 de setembro, o JTWC atualizou o sistema para uma depressão tropical, designando-o como 20W. Devido a um aumento de convecção profunda perto do centro, ambas as agências atualizaram 20W para a tempestade tropical Krovanh no dia seguinte. Em 16 de setembro, Krovanh deu sinais de organização crescente. Com base nisso, o JMA transformou Krovanh em uma tempestade tropical severa. Mais tarde no mesmo dia, imagens de micro-ondas mostraram bandas fortemente curvas envolvendo um olho de micro-ondas bem definido; posteriormente, ambas as agências elevaram o Krovanh ao status de tufão. Encaixado em uma área de ambiente muito favorável com redução do cisalhamento do vento, o tufão desenvolveu um olho e tornou-se mais simétrico. O JTWC estima que o Krovahn atingiu o pico com uma intensidade igual à de um tufão de categoria 3. O núcleo convectivo começou a lutar devido ao ar seco na periferia oeste e Krovanh mudou-se em uma área de aumento de vento vertical, resultando em uma tendência de enfraquecimento. Em 19 de setembro, tanto o JMA quanto o JTWC rebaixaram Krovanh a severa tempestade tropical. Em 20 de setembro, o centro de Krovanh ficou totalmente exposto e o JMA posteriormente rebaixou Krovanh a uma tempestade tropical. Pouco depois, o JTWC emitiu seu aviso final. Mais tarde, a JMA emitiu seu aviso final sobre Krovanh em 21 de setembro, durante a transição para um ciclone extratropical. Os remanescentes extratropicais de Krovanh permaneceram no leste do Japão por alguns dias com um ciclo ciclônico antes de se voltarem para o nordeste.

### Tufão Dujuan (Jenny)
O JTWC identificou um distúrbio tropical em 17 de setembro, cerca de 220 km leste-sudeste do Atol de Ujelang. No final de 21 de setembro, o desenvolvimento gradual ocorreu como convecção simétrica profunda persistente, e tanto o JMA quanto o JTWC atualizaram o sistema para uma depressão tropical. Em 22 de setembro, o cisalhamento do vento fez com que a circulação fosse deslocada para o leste da convecção profunda. Apesar do cisalhamento do vento, a atividade das tempestades aumentou, levando o JMA a atualizar a depressão para uma tempestade tropical. O JTWC fez o mesmo no início de 23 de setembro. Dujuan ingressou na área de responsabilidade das Filipinas e foi nomeada Jenny. No dia seguinte, Dujuan entrou em um ambiente favorável e a JMA atualizou Dujuan para uma severa tempestade tropical. Com faixas bem curvas envolvendo o olho, ambas as agências avaliaram a intensidade de Dujuan na força do tufão. Seguindo uma estrutura de núcleo convectiva intensa e melhorada com topos de nuvens mais frios em torno de um grande olho de 38 nm Dujuan começou a sofrer uma intensificação explosiva. Em 27 de setembro, Dujuan atingiu rapidamente o pico de intensidade com base nos dados do JTWC, com ventos de 240 km/h (150 mph). O tufão tornou-se mais simétrico, assumindo características anulares, mas com olho grande e bem definido. Com ambientes favoráveis no alto, evidenciado por excelente escoamento radial, bandas convectivas profundas e cisalhamento muito baixo, Dujuan manteve sua intensidade. No entanto, em 28 de setembro, o grande olho simétrico de Dujuan começou a ficar cheio de nuvens enquanto interagia com o país montanhoso de Taiwan, resultando no enfraquecimento e, em seguida, no continente em Nan'ao, Yilan. Dujuan continuou a enfraquecer e, na manhã de 29 de setembro, o JTWC emitiu seu aviso final. Ao fazer seu segundo landfall sobre o distrito de Xiuyu, Putian de Fujian, a JMA rebaixou Dujuan a uma tempestade tropical severa, depois uma tempestade tropical, pois se deteriorou rapidamente sobre a terra. A última observação foi feita em 30 de setembro no interior da província chinesa de Jiangxi.

### Tufão Mujigae (Kabayan)
Em 28 de setembro, um aglomerado de tempestades evoluiu para um distúrbio tropical perto de Palau. Com mais organização, o JMA classificou o sistema como uma depressão tropical no início de 30 de setembro. No dia seguinte, o PAGASA a elevou a depressão tropical, atribuindo-lhe o nome de Kabayan. Mais tarde naquele dia, o JTWC começou a seguir a tempestade. Todas as três agências classificaram Kabayan como uma tempestade tropical, com o JMA chamando-a de Mujigae. Em 2 de outubro, Mujigae atingiu a província de Aurora. Depois de um breve enfraquecimento sobre a terra, Mujigae ressurgiu no Mar da China Meridional, onde as temperaturas quentes da superfície do mar favoreciam o desenvolvimento. O JMA aumentou a intensidade para severas tempestades tropicais. No dia seguinte, um olho começou a se formar, levando o JMA e o JTWC a classificar Mujigae como um tufão. Devido às condições favoráveis no alto, Mujigae intensificou-se explosivamente em um tufão equivalente a categoria 4 (com base em dados JTWc) enquanto o topo das nuvens em resfriamento cercava o olho. Ao mesmo tempo, Mujigae atingiu Zhanjiang e, de acordo com o JTWC, atingiu brevemente o pico de intensidade com ventos de 215 km/h (134 mph); no entanto, de acordo com o JMA, o tufão não foi tão intenso. Poucas horas depois, o JTWC emitiu seu aviso final enquanto Mujigae enfraquecia rapidamente por terra. Mais tarde, no mesmo dia, o JMA rebaixou Mujigae a uma tempestade tropical severa, depois uma tempestade tropical. A JMA emitiu seu comunicado final sobre Mujigae enquanto ela se enfraquecia para uma depressão tropical no início de 5 de outubro.

### Tempestade tropical severa de Choi-wan
Em 1 de outubro, o JMA começou a monitorar uma depressão tropical perto da Ilha Wake. No dia seguinte, a circulação do sistema tornou-se expansiva quando o JMA elevou a depressão para uma tempestade tropical, batizando-a de Choi-wan. O JTWC classificou o sistema como uma tempestade tropical em 2 de outubro, devido às características de bandas melhoradas, apesar de um grande campo de vento. Apesar das condições favoráveis, Choi-wan manteve sua intensidade como um sistema fraco devido a uma circulação grande e muito ampla; mesovórtices foram vistos em imagens de satélite girando ciclonicamente em seu centro. Em 4 de outubro, Choi-wan começou a se consolidar e a desenvolver um olho irregular. Com base nisso, o JMA atualizou Choi-wan para uma tempestade tropical severa. Em 6 de outubro, o JTWC transformou a tempestade em tufão. Mais tarde naquele dia, Choi-wan atingiu seu pico de intensidade de 130 km/h (81 mph) enquanto exibe um recurso de olho de micro-ondas alongado.
Em 7 de outubro, Choi-wan começou a enfraquecer lentamente em resposta ao cisalhamento de sudoeste que fez com que seu olho ficasse cheio de nuvens. Mais tarde naquele dia, o JTWC emitiu seu aviso final enquanto Choi-wan se movia mais para o norte com aumento e forte cisalhamento do vento vertical e foi rebaixado para intensidade de tempestade tropical de ponta. De acordo com o JMA, com Choi-wan se tornando extratropical no início do dia 8 de outubro, eles emitiram seu aviso final e afirmaram que Choi-wan atingiu o pico de força com uma pressão mínima de 955 hPa ainda como uma forte tempestade tropical, sem atingir a intensidade do tufão.

### Tufão Koppu (Lando)
Em 11 de outubro, uma área de convecção persistia cerca de 328 mi (528 km) ao norte de Pohnpei. Horas depois, o JMA atualizou o sistema para uma depressão tropical. O JTWC mais tarde seguiu o exemplo em 13 de outubro. Apesar de algum cisalhamento, a depressão desenvolveu faixas de chuva e um nublado central denso. Em seguida, o JMA informou que o ciclone atingiu intensidade de tempestade tropical. Koppu, enquanto se movia para o oeste, inicialmente mostrou uma circulação parcialmente exposta devido ao cisalhamento contínuo. Por volta dessa época, a PAGASA passou a emitir pareceres sobre a Koppu à medida que esta entrava em sua área de responsabilidade e foi batizada de Lando. Em 15 de outubro, a JMA relatou que Koppu atingiu o status de tufão quando a convecção se consolidou em torno de um olho de micro-ondas aparente. Com SSTs acima de 31 ° C sobre o mar das Filipinas, a intensificação continuou e em 17 de outubro, Koppu desenvolveu um olho e foi elevado pelo JTWC a uma intensidade igual a um furacão de categoria 3, Doze horas depois, tanto o JTWC quanto o JMA estimaram que Koppu atingiu intensidade de pico, com o JTWC atualizando-o para um supertufão. Inicialmente, o JTWC previu que Koppu atingisse a intensidade da Categoria 5, no entanto, o tufão atingiu o continente mais cedo do que o esperado no leste das Filipinas.

### Typhoon Champi
Durante 13 de outubro, o JMA e o JTWC relataram que uma depressão tropical se desenvolveu a nordeste do estado de Pohnpei nas Ilhas Marshall. Durante as primeiras horas de 14 de outubro, o JMA e o JTWC elevaram a depressão para a tempestade tropical Champi, apesar da convecção limitada. Movendo-se na direção oeste-noroeste, Champi estava se intensificando continuamente em um ambiente favorável no alto, com topos de nuvens em resfriamento. Ao passar pelas Ilhas Marianas, Champi foi considerado uma forte tempestade tropical pela JMA.  No início de 16 de outubro, Champi intensificou-se para um tufão. Após a formação de um olho, rodeado por um núcleo convectivo profundo, o tufão começou a se aprofundar à medida que se movia na direção norte. Portanto, Champi atingiu o pico de intensidade; de acordo com o JTWC, o tufão atingiu o pico na intensidade do tufão equivalente à Categoria 4 enquanto o JMA estimou ventos de pico em 165 km/h (103 mph) em 18 de outubro.  No dia seguinte, Champi começou a enfraquecer à medida que o ciclone se tornava cada vez mais assimétrico e o ar seco começava a envolver o centro da tempestade. A convecção aumentou brevemente em 20 de outubro, mas a reintensificação durou pouco, pois em 22 de outubro Champi começou a interagir com um forte fluxo oeste de latitude média, criando um aumento do cisalhamento do vento. A convecção decaiu rapidamente sobre Champi e o JMA a rebaixou a uma severa tempestade tropical.  Tanto o JTWC quanto o JMA emitiram seu parecer final quando Champi se tornou extratropical em 25 de outubro. Os remanescentes extratropicais cruzaram a bacia em 26 de outubro e se dissiparam totalmente em 28 de outubro ao sul do Alasca.

### Depressão tropical 26W
Em 20 de outubro, o JMA começou a monitorar uma depressão tropical inserida em um ambiente moderadamente favorável no alto, cerca de 400 km ao sudoeste da Ilha Wake. O centro de circulação de baixo nível da depressão foi totalmente exposto, enquanto quantidades isoladas de convecção atmosférica profunda queimaram o quadrante sudoeste do sistema. Após um aumento na convecção do centro, o JTWC posteriormente iniciou alertas sobre o sistema e classificou-o como depressão tropical 26W durante 22 de outubro, enquanto estava localizado a cerca de 1 430 km a leste de Iwo To, Japão. Durante aquele dia, o sistema interagiu com o fluxo de latitude média oeste e fez a transição para um ciclone tropical extra, que contornou a borda de uma cordilheira. Durante a pós-análise do sistema, o JTWC determinou que o sistema era uma depressão subtropical em vez de uma depressão tropical.

### Tufão In-fa (Marilyn)
Durante o dia 16 de novembro, o JMA passou a monitorar uma depressão tropical, cerca de 200 km sudeste de Kosrae, nos Estados Federais da Micronésia. Movendo-se para o noroeste dentro de um ambiente favorável no alto, o JTWC classificou o sistema como uma depressão tropical no início de 17 de novembro. Doze horas depois, o JMA atualizou a depressão para a intensidade da tempestade tropical. Depois de desenvolver um breve olho, o JTWC atualizou o In-fa para um tufão, apenas para enfraquecer de volta para uma tempestade tropical horas depois, de acordo com ambas as agências. No entanto, em 20 de novembro, o JTWC atualizou In-fa de volta para um tufão e o JMA para uma tempestade tropical severa depois de seguir um aumento na organização. Depois que seu olho ficou mais bem organizado e simétrico no início de 21 de novembro, o JTWC classificou o In-fa como um tufão equivalente à categoria 4, enquanto o JMA relatou que o In-fa atingiu o pico em intensidade, com ventos de 175 km/h (109 mph).  Logo após seu pico, o olho do In-fa ficou menos definido. Em 22 de novembro, o Typhoon Infa entrou na zona de alerta do PAGASA, recebendo o nome local de Marilyn. In-fa tornou-se menos organizado devido ao aumento do cisalhamento, In-fa começou a virar para o norte no final de 23 de novembro. No dia seguinte, In-fa enfraqueceu ainda mais para intensas tempestades tropicais e para intensidades de tempestades tropicais em 25 de novembro. Durante 26 de novembro, o In-fa começou a transição para um ciclone extratropical, antes de o sistema se dissipar no dia seguinte ao se fundir com uma frente.

### Tufão Melor (Nona)
Durante o dia 10 de dezembro, o JMA passou a monitorar uma depressão tropical, que havia se desenvolvido cerca de 665 km ao sul de Guam. Em 11 de dezembro, o JMA atualizou-o para uma tempestade tropical, batizando-o de Melor, enquanto o JTWC e PAGASA começaram a rastrear o sistema, que estava rastreando oeste-noroeste ao longo da periferia sul de uma cordilheira, este último chamando-o de Nona. Situado em um ambiente favorável com baixo cisalhamento e SSTs quentes, Melor intensificou-se continuamente. Em 13 de dezembro, Melor atingiu a intensidade do tufão. Após um episódio de rápida intensificação, o JMA estima que Melor atingiu o pico com ventos de 175 km/h (109 mph).  No entanto, mais tarde Melor fez seu primeiro desembarque em Samar Oriental, o que causou enfraquecimento por um breve período. Depois de vagar por vários dias, Melor emergiu no Mar da China Meridional em 16 de dezembro, mas continuou enfraquecendo devido às condições desfavoráveis. Dados do JMA sugerem que Melor se dissipou no início de 17 de dezembro.
De acordo com o NDRRMC, um total de 42 pessoas foram mortas e $ 6,46 mil milhões (US $ 136 milhões) foram o total de infra-estrutura e danos agrícolas causados por Melor (Nona). Oriental Mindoro foi colocado em estado de calamidade devido à devastação causada pelo tufão. Pinamalayan, em Mindoro Oriental, foi a mais atingida, com 15 000 casas destruídas, deixando 24.000 famílias em centros de evacuação. Devido aos graves danos causados pelo tufão nas províncias de Luzon Meridional, Mindoro Oriental e Visayas, o presidente das Filipinas Benigno Aquino III declarou um "Estado de Calamidade Nacional" no país.

### Depressão tropical 29 W (Onyok)
Durante o dia 13 de dezembro, um distúrbio tropical se desenvolveu em um ambiente favorável para um maior desenvolvimento, cerca de 1 165 km ao sudeste da Ilha Yap. No dia seguinte, o sistema moveu-se gradualmente para noroeste e foi classificado como depressão tropical pelo JMA. Com convecção suficiente, o JTWC passou a rastrear o sistema com a designação de 29W. Movendo-se para o oeste, 29W entrou na área de responsabilidade das Filipinas, com PAGASA nomeando-a como Onyok. Onyok atingiu seu pico de intensidade em 17 de dezembro, quando a convecção em chamas perto de seu centro enfraqueceu e ficou exposta. O sistema se deteriorou rapidamente quando o JTWC emitiu seu comunicado final no início do dia seguinte. O sistema foi observado pela última vez pela JMA no dia seguinte, ao atingir a costa de Dávao Oriental, em Mindanau. Os danos à infraestrutura foram de 1,1 milhão de php (US $ 23.300).

### Outros sistemas
Em 1 de janeiro, a depressão tropical Jangmi (Seniang) da temporada anterior estava ativa no Mar de Sulu, ao norte da Malásia. No dia seguinte, o sistema moveu-se para o sul, antes de atingir a Malásia e se dissipar. Durante 2 de janeiro, uma depressão tropical se desenvolveu a noroeste de Brunei, dentro de uma área que era marginalmente favorável para desenvolvimento posterior. No dia seguinte, o sistema mudou-se para uma área de cisalhamento do vento vertical moderado, com a convecção atmosférica sendo deslocada para o oeste do centro de circulação de baixo nível totalmente exposto. O sistema foi posteriormente detectado pela JMA pela última vez em 4 de janeiro, quando se dissipou no Mar da China Meridional, perto da fronteira entre a Malásia e a Indonésia.
Durante 1 de julho, uma depressão tropical se desenvolveu, cerca de 700 km ao sudeste de Hagåtña, Guam. No dia seguinte, o sistema permaneceu quase estacionário, antes de se dissipar em 2 de julho. Em 14 de julho, o JMA começou a monitorar uma depressão tropical fraca vários quilômetros a leste-nordeste das Filipinas. O sistema mostrou intensificação; no entanto, o JMA emitiu seu aviso final no sistema logo em seguida. Em 15 de julho, o JMA reiniciou os conselhos sobre a depressão. A depressão moveu-se na direção norte, pois foi absorvida pelo fluxo do tufão Nangka no dia seguinte. Outra depressão tropical se desenvolveu em 18 de julho e se dissipou perto do Japão e ao sul da Península Coreana em 20 de julho. Durante o dia 20 de julho, o JMA monitorou brevemente uma depressão tropical que se desenvolveu na província chinesa de Guangdong. Durante o dia 26 de agosto, os remanescentes do furacão Loke se moveram do Pacífico Central para a bacia e foram imediatamente classificados como um ciclone extra-tropical.

Durante o dia 6 de outubro, os remanescentes da depressão tropical 08C moveram-se do Pacífico Central para a bacia e foram classificados como depressão tropical pelo JMA. O sistema derivou lentamente na direção oeste até que começou a se deteriorar, e o JMA rebaixou a depressão para uma área de baixa pressão no final de 7 de outubro. Seus remanescentes continuaram se movendo para o oeste, que se tornou a tempestade tropical Koppu. Durante o dia 19 de outubro, o JMA começou a monitorar uma depressão tropical que havia se desenvolvido, cerca de 375 km ao sudoeste da Ilha Wake. O sistema foi localizado dentro de um ambiente marginal para maior desenvolvimento, com vento de cisalhamento vertical moderado e convergência fraca impedindo a convecção atmosférica de se desenvolver sobre a depressão. Nos dias seguintes, o sistema se moveu e se aproximou do lado de subsidência do Typhoon Champi, antes de ser notado pela última vez pela JMA em 22 de outubro. A depressão tropical final do sistema desenvolveu-se em 20 de dezembro ao norte da Malásia. O sistema moveu-se lentamente em direção ao oeste por alguns dias, até que foi monitorado pela última vez em 23 de dezembro, encerrando a temporada.

## Nomes de tempestade
No noroeste do Oceano Pacífico, a Agência Meteorológica do Japão (JMA) e a Administração de Serviços Atmosféricos, Geofísicos e Astronômicos das Filipinas (PAGASA) atribuem nomes aos ciclones tropicais que se desenvolvem no Pacífico Ocidental, o que pode resultar em um ciclone tropical com dois nomes. RSMC Tóquio da Agência Meteorológica do Japão - O Typhoon Center atribui nomes internacionais a ciclones tropicais em nome do Comitê de Tufões da Organização Meteorológica Mundial, caso sejam julgados como tendo velocidades de vento sustentadas de 10 minutos de 65 km/h. PAGASA dá nomes aos ciclones tropicais que se movem ou se formam como depressão tropical em sua área de responsabilidade localizada entre 135 ° E e 115 ° E e entre 5 ° N e 25 ° N, mesmo que o ciclone tenha um nome internacional atribuído a ele. Os nomes de ciclones tropicais importantes foram retirados, tanto pelo PAGASA quanto pelo Comitê de Tufões. Se a lista de nomes para a região das Filipinas se esgotar, os nomes serão retirados de uma lista auxiliar, da qual os dez primeiros são publicados a cada temporada. Os nomes não utilizados são marcados em cinzento.

### Nomes internacionais
Durante a temporada, 25 tempestades tropicais se desenvolveram no Pacífico Ocidental e cada uma foi nomeada pelo JMA, quando o sistema foi julgado como tendo velocidades de vento sustentadas de 10 minutos de 65 km/h. A JMA selecionou os nomes de uma lista de 140 nomes, que foi desenvolvida pelas 14 nações e territórios membros do Comitê de Tufões da ESCAP/OMM. Durante a temporada os nomes Atsani, Champi e In-fa foram utilizados pela primeira vez, após terem substituído os nomes Morakot, Ketsana e Parma, que foram retirados após a temporada de 2009.
| Mekkhala | Higos  | Bavi | maiosak | Haishen | Noul   | Dolphin | Kujira   | Chan-hom | Linfa  | Nangka | Soudelor | Molave |
| Goni     | Atsani | Etau | Vamco   | Krovanh | Dujuan | Mujigae | Choi-wan | Koppu    | Champi | In-fa  | Melor    |        |

### Filipinas
| Amang          | Betty                  | Chedeng                | Dodong                | Egay                              |
| Falcon         | Goring                 | Hanna                  | Ineng                 | Jenny                             |
| Kabayan        | Lando                  | Marilyn                | Nona                  | Onyok                             |
| Perla          | Quiel (sem ser usado)  | Ramon (sem ser usado)  | Sarah (sem ser usado) | Tisoy (sem usar) (sem ser usado)  |
| Ursula         | Viring (sem ser usado) | Weng (sem ser usado)   | Yoyoy (sem ser usado) | Zigzag (sem usar) (sem ser usado) |
| Auxiliary list |                        |                        |                       |                                   |
| Abe            | Berto (sem ser usado)  | Charo (sem ser usado)  | Dado (sem ser usado)  | Estoy (sem usar) (sem ser usado)  |
| Felion         | Gening (sem ser usado) | Herman (sem ser usado) | Irma (sem ser usado)  | Jaime (sem usar) (sem ser usado)  |

Durante a temporada, a PAGASA usou seu próprio esquema de nomenclatura para os 15 ciclones tropicais, que se desenvolveram ou passaram para sua área de responsabilidade autodefinida. Os nomes foram retirados de uma lista de nomes, que foi usada pela última vez em 2011 e está programada para ser usada novamente em 2019. Os nomes Betty, Jenny, Marilyn e Nona foram usados pela primeira (e única, no caso de Nona) vez durante o ano depois que os nomes Bebeng, Juaning e Mina foram aposentados.
O nome Nonoy foi originalmente incluído na lista; no entanto, por razões políticas, como parece Noynoy, o ex-presidente do país, foi redigido e substituído por Nona em meados de dezembro, quando a tempestade tropical Melor entrou no AoR do PAGASA.

### Aposentadoria
Após a temporada, o Typhoon Committee retirou os nomes Soudelor, Mujigae, Koppu e Melor das listas de nomes e, em fevereiro de 2017, os nomes foram posteriormente substituídos por Saudel, Surigae, Koguma e Cempaka para as temporadas futuras, respectivamente.
PAGASA também afirmou que após a temporada os nomes Lando e Nona seriam eliminados de suas listas de nomes, por terem causado 1  em danos durante sua investida no país. Posteriormente, foram substituídos na lista pelos nomes de Liwayway e Nimfa, ambos usados durante a temporada de tufões do Pacífico de 2019.

## Efeitos sazonais
Esta tabela resume todos os sistemas que se desenvolveram ou se moveram para o Oceano Pacífico Norte, a oeste da Linha Internacional de Data durante 2015. As tabelas também fornecem uma visão geral da intensidade do sistema, duração, áreas terrestres afetadas e quaisquer mortes ou danos associados ao sistema.
| Nome                | Datas ativo                   | Classificação máxima       | Velocidade de vento sustentados | Pressão               | Áreas afetadas                                                      | Danos (USD)     | Fatalidades | Refs                                    |
| ------------------- | ----------------------------- | -------------------------- | ------------------------------- | --------------------- | ------------------------------------------------------------------- | --------------- | ----------- | --------------------------------------- |
| TD                  | 2 de janeiro – 4              | Depressão tropical         | Não definido                    | 1006 hPa (29.71 inHg) | Borneo                                                              | Nenhum          | Nenhum      |                                         |
| Mekkhala (Amang)    | 13 de janeiro – 21            | Tempestade tropical severa | 110 km/h                        | 975 hPa (28.79 inHg)  | Yap State, Filipinas                                                | $8 920 000      | 3           | [ 43 ] [ 529 ]                          |
| Higos               | 6 de fevereiro – 12           | Tufão muito forte          | 165 km/h                        | 940 hPa (27.76 inHg)  | Nenhum                                                              | Nenhum          | Nenhum      |                                         |
| Bavi (Betty)        | 10 de março – 21              | Tempestade tropical        | 85 km/h                         | 990 hPa (29.23 inHg)  | Ilhas Marshall, Ilhas Marianas, Filipinas                           | $2 250 000      | 9           | [ 59 ] [ 61 ]                           |
| Maysak (Chedeng)    | 26 de março – 7 de abril      | Tufão violento             | 195 km/h                        | 910 hPa (26.87 inHg)  | Micronésia, Filipinas                                               | $8 500 000      | 4           |                                         |
| Haishen             | 2 de abril – 6                | Tempestade tropical        | 65 km/h                         | 998 hPa (29.47 inHg)  | Ilhas Carolinas                                                     | $200 000        | Nenhum      | [ 82 ]                                  |
| Noul (Dodong)       | 2 de maio – 12                | Tufão violento             | 205 km/h                        | 920 hPa (27.17 inHg)  | Ilhas Carolinas, Taiwan Filipinas, Japão                            | $23 766 000     | 2           | [ 530 ]                                 |
| Dolphin             | 6 de maio – 20                | Tufão muito forte          | 185 km/h                        | 925 hPa (27.32 inHg)  | Ilhas Carolinas, Ilhas Marianas, Península Kamchatka, Alasca        | $13 500 000     | 1           | [ 531 ]                                 |
| Kujira              | 19 de junho – 25              | Tempestade tropical        | 85 km/h                         | 985 hPa (29.09 inHg)  | Vietnam, China                                                      | $15 980 000     | 9           | [ 116 ] [ 532 ] [ 533 ]                 |
| Chan-hom (Falcon)   | 29 de junho – 13 de julho     | Tufão muito forte          | 165 km/h                        | 935 hPa (27.61 inHg)  | Ilhas Marianas, Taiwan, China, Coreia, Rússia                       | $1 580 000 000  | 18          | [ 534 ]                                 |
| TD                  | 1 de julho – 2                | Depressão tropical         | Não definido                    | 1000 hPa (29.53 inHg) | Ilhas Carolinas                                                     | Nenhum          | Nenhum      |                                         |
| Linfa (Egay)        | 1 de julho – 10               | Tempestade tropical severa | 95 km/h                         | 980 hPa (28.94 inHg)  | Filipinas, Taiwan China, Vietname                                   | $284 800 000    | 1           | [ 166 ] [ 535 ]                         |
| Nangka              | 2 de julho – 18               | Tufão muito forte          | 185 km/h                        | 925 hPa (27.31 inHg)  | Ilhas Marshall, Ilhas Carolinas Ilhas Marianas, Japão               | $209 000 000    | 2           |                                         |
| Halola (Goring)     | 13 de julho – 26              | Tufão                      | 150 km/h                        | 955 hPa (28.20 inHg)  | Ilha Wake, Japão, Coreia                                            | $1 240 000      | Nenhum      | [ 536 ]                                 |
| TD                  | 14 de julho                   | Depressão tropical         | Não definido                    | 1000 hPa (29.53 inHg) | Nenhum                                                              | Nenhum          | Nenhum      |                                         |
| TD                  | 15 de julho – 16              | Depressão tropical         | Não definido                    | 1000 hPa (29.53 inHg) | Nenhum                                                              | Nenhum          | Nenhum      |                                         |
| TD                  | 18 de julho – 20              | Depressão tropical         | Não definido                    | 1004 hPa (29.65 inHg) | Japão                                                               | Nenhum          | Nenhum      |                                         |
| TD                  | 20 de julho – 21              | Depressão tropical         | Não definido                    | 1000 hPa (29.53 inHg) | China                                                               | Nenhum          | Nenhum      |                                         |
| 12W                 | 22 de julho – 25              | Depressão tropical         | 65 km/h                         | 1008 hPa (29.77 inHg) | Filipinas                                                           | Nenhum          | Nenhum      |                                         |
| Soudelor (Hanna)    | 29 de julho – 11 de agosto    | Tufão violento             | 215 km/h                        | 900 hPa (26.58 inHg)  | Ilhas Marianas, Filipinas Taiwan, Ilhas Ryukyu China, Coreia, Japão | $4 090 260 000  | 59          | [ 232 ] [ 537 ] [ 538 ] [ 539 ] [ 540 ] |
| 14W                 | 1 de agosto – 5               | Depressão tropical         | Não definido                    | 1008 hPa (29.77 inHg) | Japão                                                               | Nenhum          | Nenhum      |                                         |
| Molave              | 6 de agosto – 14              | Tempestade tropical        | 85 km/h                         | 985 hPa (29.09 inHg)  | Nenhum                                                              | Nenhum          | Nenhum      |                                         |
| Goni (Ineng)        | 13 de agosto – 25             | Tufão muito forte          | 185 km/h                        | 930 hPa (27.46 inHg)  | Ilhas Marianas, Filipinas Taiwan, Japão, Coreia China, Rússia       | $1 047 400 000  | 74          | [ 541 ] [ 542 ]                         |
| Atsani              | 14 de agosto – 25             | Tufão muito forte          | 185 km/h                        | 925 hPa (27.32 inHg)  | Ilhas Marianas                                                      | Nenhum          | Nenhum      |                                         |
| Kilo                | 1 de setembro – 11            | Tufão                      | 150 km/h                        | 950 hPa (28.06 inHg)  | Japão, Rússia                                                       | Nenhum          | Nenhum      |                                         |
| Etau                | 6 de setembro – 9             | Tempestade tropical severa | 95 km/h                         | 985 hPa (29.09 inHg)  | Japão, Rússia                                                       | $2 440 000 000  | 8           | [ 543 ]                                 |
| Vamco               | 13 de setembro – 15           | Tempestade tropical        | 65 km/h                         | 998 hPa (29.47 inHg)  | Vietnam, Laos Cambodia, Tailândia, Indochina                        | $14 067 000     | 15          | [ 335 ] [ 339 ] [ 341 ] [ 342 ] [ 343 ] |
| Krovanh             | 13 de setembro – 21           | Tufão muito forte          | 155 km/h                        | 945 hPa (27.91 inHg)  | Nenhum                                                              | Nenhum          | Nenhum      |                                         |
| Dujuan (Jenny)      | 19 de setembro – 30           | Tufão violento             | 205 km/h                        | 925 hPa (27.32 inHg)  | Ilhas Marianas Taiwan, China                                        | $406 950 000    | 3           | [ 544 ]                                 |
| Mujigae (Kabayan)   | 30 de setembro – 5 de outubro | Tufão muito forte          | 155 km/h                        | 950 hPa (28.05 inHg)  | Filipinas, China, Vietname                                          | $4 261 000 000  | 29          | [ 540 ] [ 545 ] [ 546 ]                 |
| Choi-wan            | 1 de outubro – 7              | Tempestade tropical severa | 110 km/h                        | 965 hPa (28.35 inHg)  | Ilha Wake, Japão, Rússia                                            | Nenhum          | Nenhum      |                                         |
| 08C                 | 6 de outubro – 7              | Depressão tropical         | Não definido                    | 1002 hPa (29.59 inHg) | Nenhum                                                              | Nenhum          | Nenhum      |                                         |
| Koppu (Lando)       | 12 de outubro – 21            | Tufão muito forte          | 185 km/h                        | 925 hPa (27.32 inHg)  | Ilhas Marianas, Filipinas Taiwan, Japão                             | $313 000 000    | 62          | [ 547 ] [ 548 ]                         |
| Champi              | 13 de outubro – 25            | Tufão muito forte          | 175 km/h                        | 930 hPa (27.46 inHg)  | Ilhas Marshall, Ilhas Marianas                                      | Nenhum          | Nenhum      |                                         |
| TD                  | 19 de outubro – 21            | Depressão tropical         | Não definido                    | 1006 hPa (29.71 inHg) | Nenhum                                                              | Nenhum          | Nenhum      |                                         |
| 26W                 | 19 de outubro – 22            | Depressão tropical         | 55 km/h                         | 1004 hPa (29.65 inHg) | Nenhum                                                              | Nenhum          | Nenhum      |                                         |
| In-fa (Marilyn)     | 16 de novembro – 27           | Tufão muito forte          | 175 km/h                        | 935 hPa (27.61 inHg)  | Micronesia, Guam                                                    | Nenhum          | Nenhum      |                                         |
| Melor (Nona)        | 10 de dezembro – 17           | Tufão muito forte          | 175 km/h                        | 935 hPa (27.61 inHg)  | Ilhas Carolinas, Filipinas                                          | $148 300 000    | 51          | [ 549 ]                                 |
| 29W (Onyok)         | 14 de dezembro – 19           | Depressão tropical         | 55 km/h                         | 1002 hPa (29.59 inHg) | Ilhas Carolinas, Filipinas                                          | $23 300         | Nenhum      | [ 494 ]                                 |
| TD                  | 20 de dezembro – 23           | Depressão tropical         | Não definido                    | 1008 hPa (29.77 inHg) | Borneo, Malaysia                                                    | Nenhum          | Nenhum      |                                         |
| Totais da temporada |                               |                            |                                 |                       |                                                                     |                 |             |                                         |
| 40 sistemas         | 2 de janeiro – dezembro 23    |                            | 215 km/h (130 mph)              | 900 hPa (26.58 inHg)  |                                                                     | $14 845 650 000 | 349         |                                         |